# Steelfactory
Albums de U.D.O.
Decadent
(2015) We Are 1
(2020)
Steelfactory est le seizième album studio du groupe de heavy metal allemand U.D.O., sorti le 31 août 2018 sur le label AFM Records. C'est le premier album dans lequel le fils de Udo Dirkschneider, Sven, participe en tant que nouveau batteur.
Le premier single, Rising High, est sorti en streaming le 15 juin 2018.

## Liste des chansons
| 1.    | Tongue Reaper            | 4:25 |
| 2.    | Make the Move            | 4:04 |
| 3.    | Keeper of My Soul        | 4:02 |
| 4.    | In the Heat of the Night | 4:52 |
| 5.    | Raise the Game           | 4:11 |
| 6.    | Blood on Fire            | 4:42 |
| 7.    | Rising High              | 4:09 |
| 8.    | Hungry and Angry         | 4:36 |
| 9.    | One Heart One Soul       | 4:56 |
| 10.   | A Bite of Evil           | 5:10 |
| 11.   | Eraser                   | 4:00 |
| 12.   | Rose in the Desert       | 4:11 |
| 13.   | The Way                  | 4:47 |
| 58:05 |                          |      |

| 14. | The Devil is an Angel |  |
| 15. | Pictures in My Dreams |  |

## Membres
- Udo Dirkschneider – Chant
- Andrey Smirnov – guitare
- Fitty Wienhold – basse
- Sven Dirkschneider – Batterie

Production
- Jacob Hansen – producteur